# Nizkiz
Nizkiz — белорусская рок-группа, исполняющая песни на русском и белорусском языках. Создана в 2008 году в Могилёве. Первая белорусская группа, издавшая альбом в цифровом формате 3plet.
В январе 2024 года были задержаны трое участников группы: Александр Ильин, Сергей Кульша, Дмитрий Холявкин. С Александром Ильиным было записано «покаянное» видео. Участников группы несколько раз судили по административной статье о распространении «экстремистских материалов», а потом за участие в протестах 2020 года приговорили к двум с половиной годам «домашней химии» и внесли в список «экстремистов».

## Дискография

### Альбомы
| Год  | Название     |
| ---- | ------------ |
| 2012 | «Nizkiz»     |
| 2015 | «Лірика»     |
| 2017 | «Синоптик»   |
| 2019 | «Сомнамбула» |

### Синглы
- 2013, сингл «Держи»
- 2013, сингл «Guantanama»[4]
- 2014, альбом в формате 3plet «Guantanama»[5]
- 2014, сингл «Цяпер i далей»[6]
- 2015, сингл «Секунда»
- 2015, сингл «Цемра»
- 2016, сингл «Миражами»
- 2017, сингл «Здесь»
- 2018, сингл «Интроверт»
- 2018, сингл «Люстэрка»
- 2019, сингл «Немею»
- 2020, сингл «Правілы»[7]
- 2021, сингл «Блізка»

## Состав
- Дмитрий Холявкин — барабаны
- Леонид Нестерук — гитара
- Александр Ильин — вокал, гитара
- Сергей Кульша — бас-гитара

## Видеография
- 2013, Кроме[8]
- 2013, Это Я Сам[9]
- 2015, Лірика (lyrics video)[10]
- 2018, Небяспечна
- 2018, Люстэрка
- 2019, Интроверт
- 2019, Немею
- 2019, Полночь (lyrics video)
- 2020, Правілы (lyrics video)
- 2020, Правілы[11]
- 2021, Блізка

## Награды
- 2012, Победители конкурса «Rock Smena», организованного группой Lumen и компанией Sennheiser
- 2013, премия «Еврорадио» за лучший сингл 2013 года[1]
- 2012, премия «Ultra-Music Awards 2012» в номинации «Дебют года»
- 2012, премия Радио ОНТ в номинации «Дебют года»,
- 2012, номинация «Дебют года» премии «Rock Profi[бел.]»
- 2014, 1-е место и приз зрительских симпатий в конкурсе «X-star»
- 2015, 2-е место в фестивале «Рок-Иммунитет»

## Фестивали
- 2012, Мотомалоярославец
- 2012, Рокачев
- 2012, Соседний Мир
- 2013, Живой Рок
- 2013, Сафоний
- 2013, Соседний Мир
- 2014, Wake Up & Live festival
- 2014, Men’s & Women’s Health Fest[12]
- 2014, Живое небо Браслава
- 2014, Дружба festival
- 2014, Басовішча
- 2014, Фонари
- 2014, Men’s Fest
- 2015, Рок-Иммунитет
- 2015, Шокофест
- 2015, Воздух
- 2015, Живое небо Браслава
- 2015, Дружба festival
- 2015, Новополоцк — город без наркотиков
- 2016, Рок-Иммунитет
- 2016, Рок за бобров
- 2016, LIDBEER — Фестиваль хмеля, солода и воды[13]
- 2018, Наш Дзень
- 2018, ATLAS WEEKEND
- 2018, Viva Braslav
- 2018, Rock August
- 2018, LIDBEER — Фестиваль хмеля, солода и воды
- 2019, Дикая Мята (Тульская область, Алексинский район, д. Бунырево)
- 2019, A-Fest
- 2019, ATLAS WEEKEND
- 2019, Тамань — полуостров свободы
- 2019, Искра (Воронеж)
- 2021, Stereoleto
- 2021, ATLAS WEEKEND
- 2021, Файне мiсто